# Kevice
Kevice (szlovákul Kevice) Bodorfalva településrésze, korábban önálló falu Szlovákiában, a Zsolnai kerületben, a Stubnyafürdői járásban.

## Fekvése

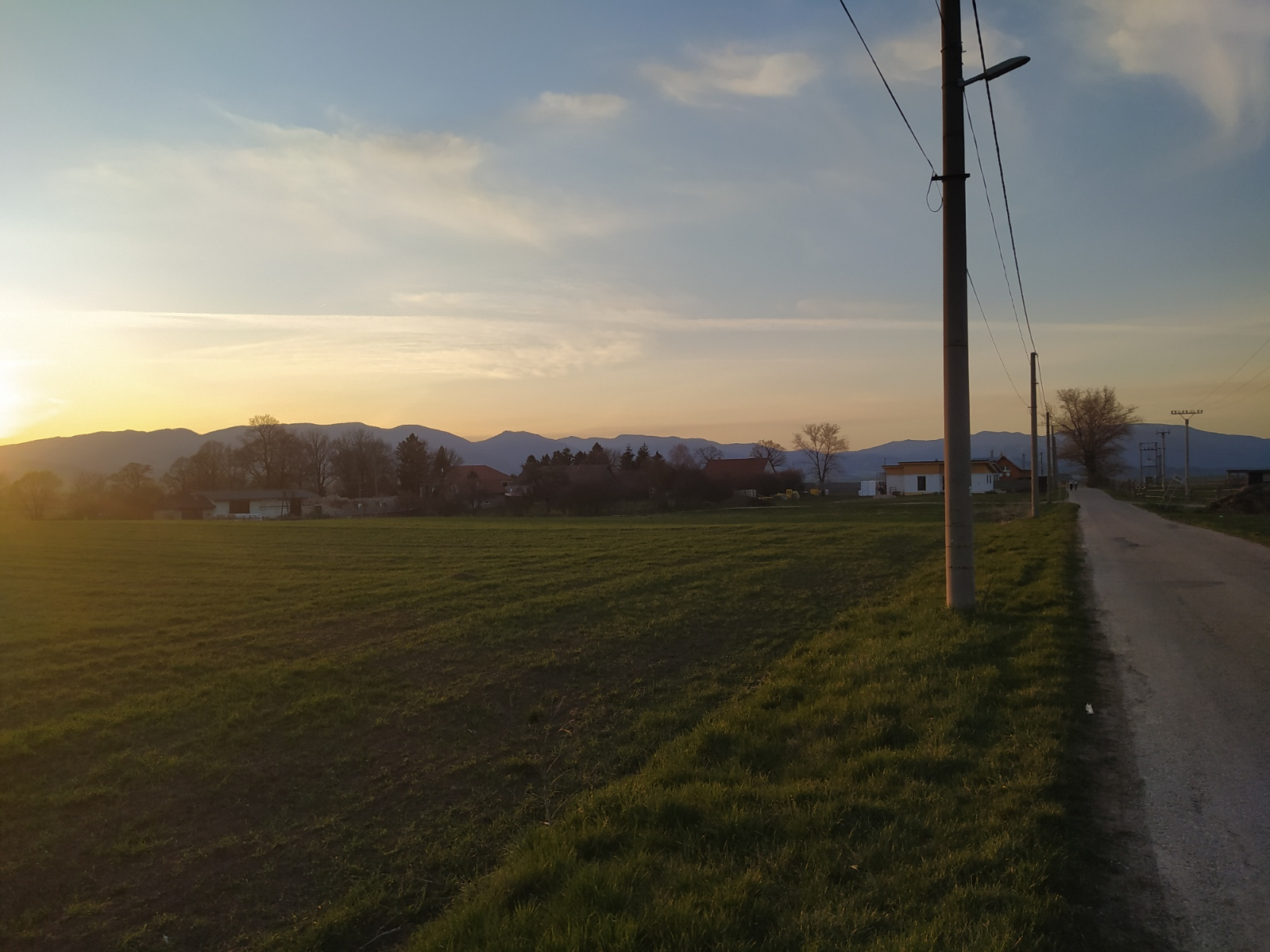
A település látképe Bodorfalva felől

Turócszentmártontól 23 km-re délre, Bodorfalva közvetlen északi szomszédságában fekszik.

## Története
A falu akkor keletkezett, amikor IV. Béla király Turócdivék és Deákfalu között földet adományozott turóci nemesek számára. Nevét első birtokosáról, egy Kevic nevű nemesről kapta. Írott dokumentumban 1265-ben említik először. 1385-ben „Keuefolua”, „Keuefolwa”, 1403-ban „Keuafalua”, 1534-ben „Kewicz” néven említik. A Vida család, majd több nemesi család birtoka volt. 1613-ban egy nemesi kúriát is említenek itt, mely azonban 1641-ben elpusztult. 1785-ben 15 házában 69 lakos élt.
A 18. század végén Vályi András így ír róla: „KEVICZ. Tót falu Túrócz Várm. földes Ura Reviczky Uraság, lakosai evangelikusok, fekszik Macsa folyo vize mellett, Mosóczhoz egy órányira, határbéli földgye jó termékenységű.”
1828-ban 9 háza volt 120 lakossal. Lakói főként mezőgazdasággal foglalkoztak.
Fényes Elek 1851-ben kiadott geográfiai szótárában így ír a faluról: „Kevicz, Thurócz m. tót falu, a Szomolicza patakja mellett: 60 kath., 60 evang. lak. F. u. többen. Ut. p. Rudnó.”
1910-ben 71, túlnyomórészt szlovák lakosa volt. A trianoni diktátumig Turóc vármegye Stubnyafürdői járásához tartozott.
1951-ben csatolták Bodorfalvához.

## Külső hivatkozások
- Kevice Szlovákia térképén

## Lásd még
- Bodorfalva